# Liste der Auslandsvertretungen Ruandas

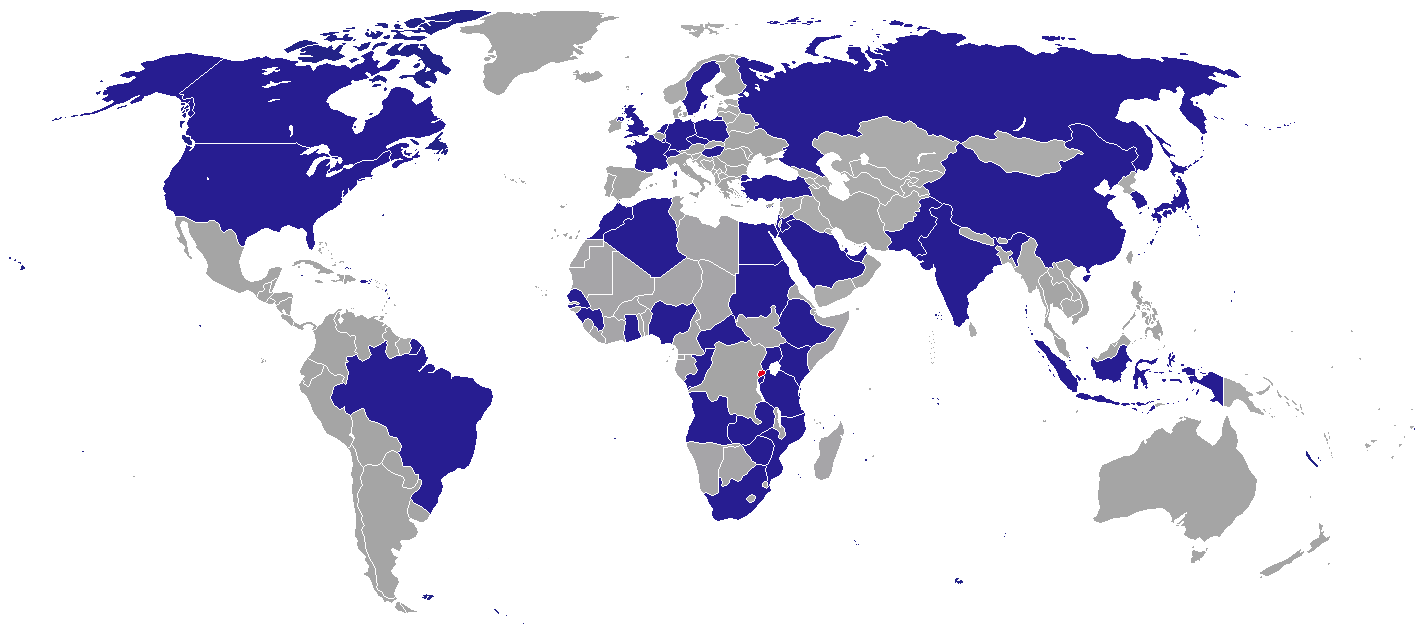
Standorte der diplomatischen Vertretungen Ruandas

Dies ist eine Liste der diplomatischen und konsularischen Vertretungen Ruandas.

## Diplomatische und konsularische Vertretungen

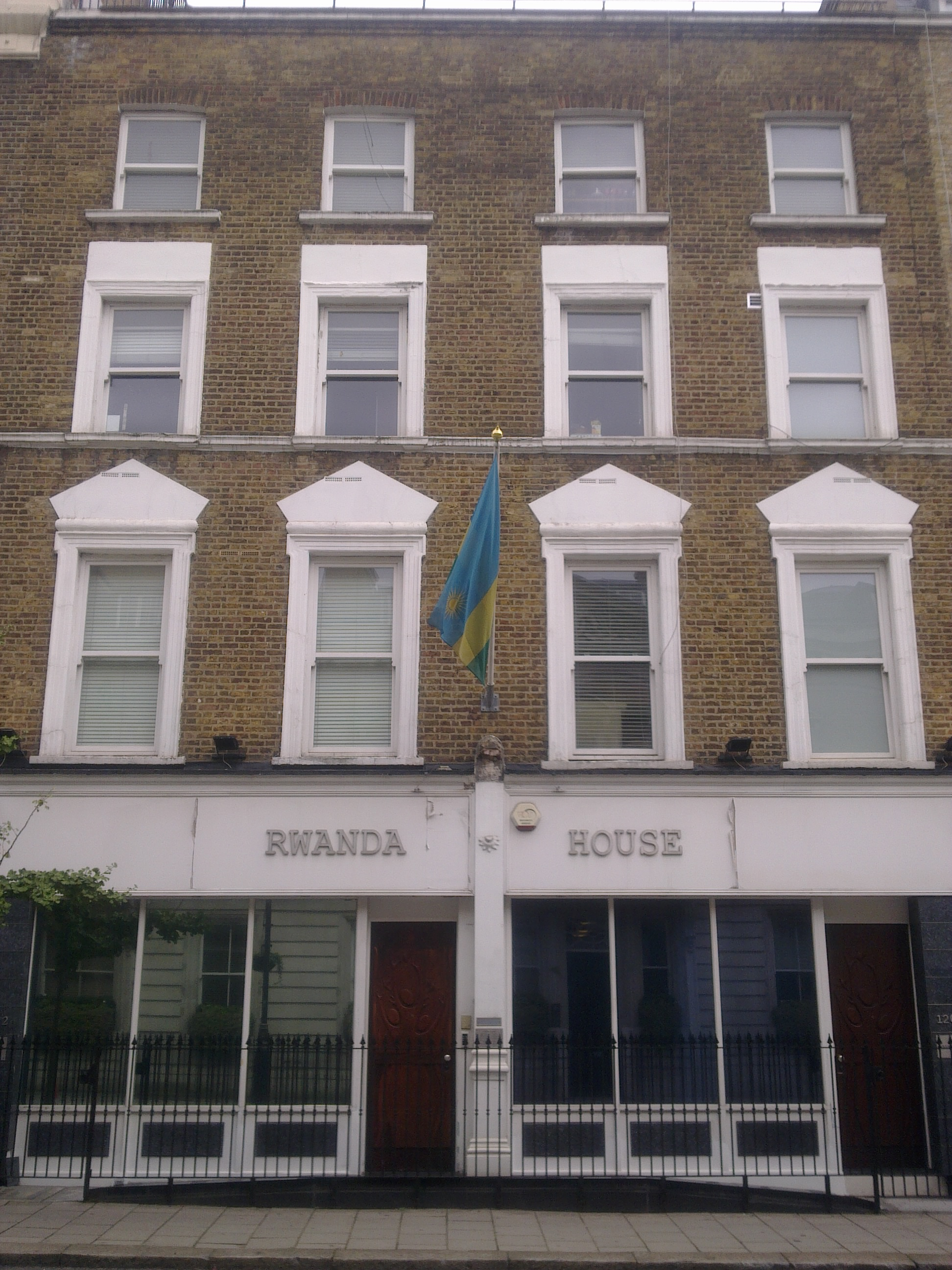
Ruandische Hohe Kommission in London

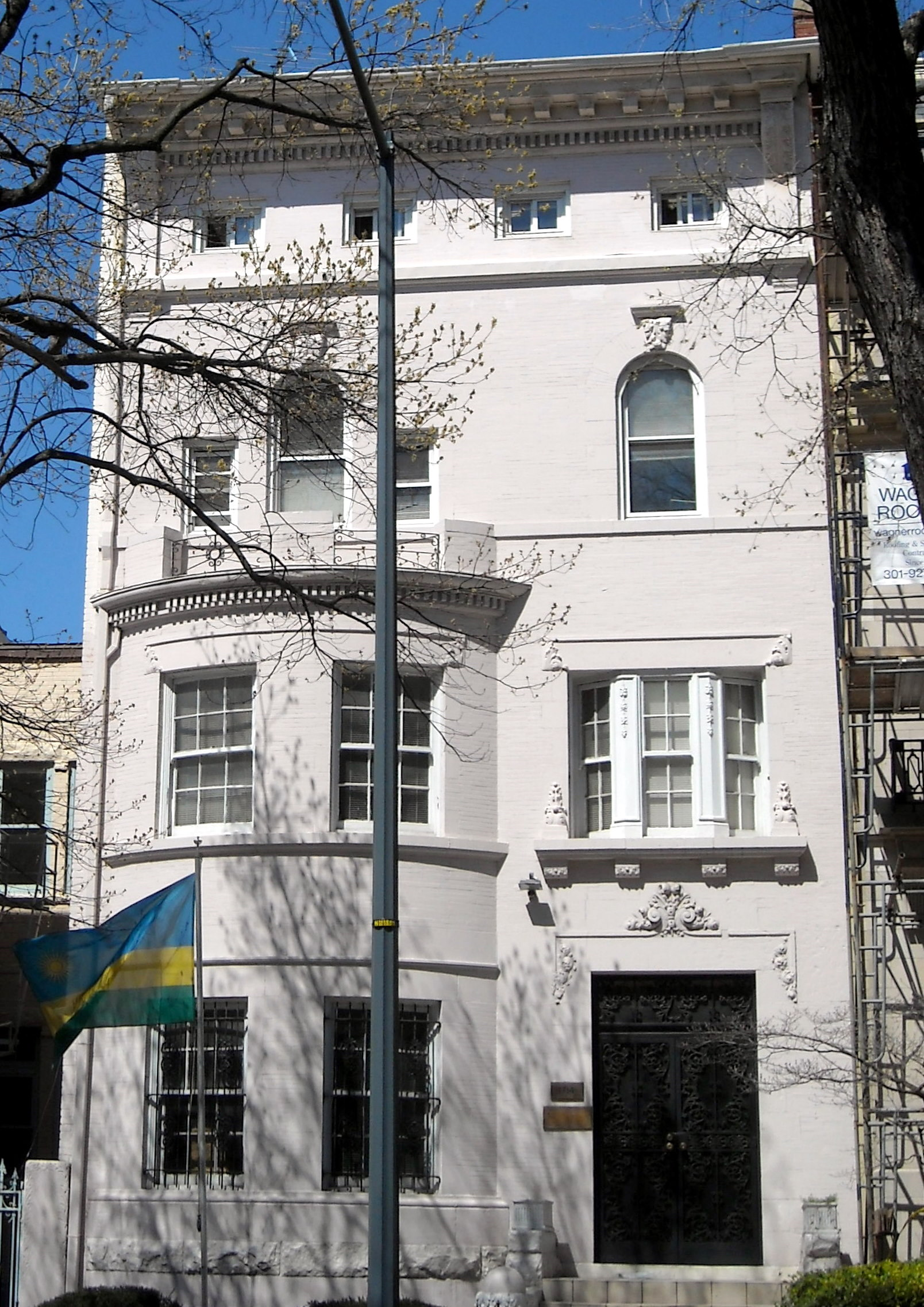
Ruandische Botschaft in Washington, D.C.

### Afrika
| - Ägypten: Kairo, Botschaft - Angola: Luanda, Botschaft - Äthiopien: Addis Abeba, Botschaft - Burundi: Bujumbura, Botschaft - Demokratische Republik Kongo: Kinshasa, Botschaft - Ghana: Accra, Hohe Kommission - Guinea: Conakry, Botschaft - Kenia: Nairobi, Hohe Kommission - Marokko: Rabat, Botschaft - Mosambik: Maputo, Hohe Kommission | - Nigeria: Abuja, Hohe Kommission - Republik Kongo: Brazzaville, Botschaft - Sambia: Lusaka, Hohe Kommission - Senegal: Dakar, Botschaft - Simbabwe: Harare, Botschaft - Südafrika: Pretoria, Hohe Kommission - Sudan: Khartum, Botschaft - Tansania: Daressalam, Hohe Kommission - Uganda: Kampala, Hohe Kommission - Zentralafrikanische Republik: Bangui, Mission |

### Amerika
- Brasilien: Brasília, Botschaft
- Kanada: Ottawa, Hohe Kommission
- Vereinigte Staaten: Washington, D.C., Botschaft

### Asien
| - Volksrepublik China: Peking, Botschaft - Indien: Neu-Delhi, Hohe Kommission - Indonesien: Jakarta, Botschaft - Israel: Tel Aviv, Botschaft - Japan: Tokio, Botschaft - Jordanien: Amman, Botschaft | - Katar: Doha, Botschaft - Singapur: Singapur, Hohe Kommission - Saudi-Arabien: Riad, Botschaft - Südkorea: Seoul, Botschaft - Vereinigte Arabische Emirate: Abu Dhabi, Botschaft - Vereinigte Arabische Emirate: Dubai, Generalkonsulat |

### Europa
| - Belgien: Brüssel, Botschaft - Deutschland: Berlin, Botschaft - Frankreich: Paris, Botschaft - Niederlande: Den Haag, Botschaft - Polen: Warschau, Botschaft - Russland: Moskau, Botschaft | - Schweden: Stockholm, Botschaft - Schweiz: Genf, Botschaft - Tschechien: Prag, Botschaft - Türkei: Ankara, Botschaft - Ungarn: Budapest, Botschaft - Vereinigtes Königreich: London, Hohe Kommission |

## Vertretungen bei internationalen Organisationen
- AU: Addis Abeba, Ständige Mission
- Europäische Union: Brüssel, Mission
- Vereinte Nationen: New York, Ständige Mission
- Vereinte Nationen: Genf, Ständige Mission